# Saddina
Saddina (àrab: صدينة, Ṣaddīna; amazic estàndard marroquí: ⵚⴰⴷⴷⵉⵏⴰ, Ṣaddina) és una comuna rural de la província de Tetuan, a la regió de Tànger-Tetuan-Al Hoceima, al Marroc. Segons el cens de 2014 tenia una població total de 6.670 persones.